# عشق شفابخش من
عشق شفابخش من (انگلیسی: My Healing Love؛‏ کره‌ای: 내사랑 치유기) یک مجموعه تلویزیونی محصول کره جنوبی سال ۲۰۱۸ با بازی سو یو جین، یون جونگ هون و یون جونگ هون است. این مجموعه از ۱۴ اکتبر ۲۰۱۸ تا ۳ مارس ۲۰۱۹، یکشنبه‌ها ساعت ۲۰:۴۵ (کی‌اس‌تی) از ام‌بی‌سی پخش شد. این آخرین مجموعه تلویزیونی شامگاه یکشنبه ام‌بی‌سی بود زیرا به دلیل کاهش بودجه، این زمان پخش لغو شد.

## بازیگران

### اصلی
- سو یو جین در نقش ایم چی وو / چوی چی یو
- یون جونگ هون در نقش چوی جین یو
- یون جونگ هون در نقش پارک وان سونگ